# Arrigastoû
 (janvier 2016).
Si vous disposez d'ouvrages ou d'articles de référence ou si vous connaissez des sites web de qualité traitant du thème abordé ici, merci de compléter l'article en donnant les références utiles à sa vérifiabilité et en les liant à la section « Notes et références ».
 (janvier 2015).
L'Arrigastoû ou Arrigaston, assimilable au ruisseau de Moulias, Ayguette ou Bourmassa, est un petit affluent droit du gave d'Ossau en amont de l'Escou à Oloron-Sainte-Marie.

## Géographie
L'Arrigastoû naît à Buzy sous le nom de Bourmassà, puis, dans un mouvement parallèle au gave d'Ossau, traverse les communes de Buziet, Ogeu-les-Bains, Herrère, Escou où ses eaux sont collectées dans un réservoir.
Le trop-plein du réservoir s'écoule dans des fossés puis reforment l'Arrigastoû à Escout. Après avoir draîné Précilhon, il se perd dans le gave d'Ossau à Oloron-Sainte-Marie.

## Principaux affluents
Abréviations : (G) ou (rg) Affluent rive gauche ; (D) ou (rd) Affluent rive droite ; (CP) Cours principal, signale le nom donné à une partie du cours d'eau prise en compte dans le calcul de sa longueur.
1) Le Bourmassà, à Buziet :
- (D) ruisseau de Cambagne, réunion des ruisseaux de la Barthe (CP) et de Cétarou (G)
- (G) le Courtiès
- (D) le Castède ou ruisseau des Trébès

2) l'Aiguette :
- (G) ruisseau de la Peyre, à Ogeu

3) le ruisseau de Moulias ou Aiguette :
- (G) ruisseau de Cassiau, à Herrère

4) l'Arrigastoû